# Mal d'enfant
Mal d'enfant (titre original : Missing Joseph) est un roman policier d'Elizabeth George, initialement paru en 1992 puis publié aux Presses de la Cité en 1994.
Thomas Lynley est amené à enquêter dans le Lancashire au sujet de Robin Sage, pasteur mort récemment de « manière accidentelle ». Il se pourrait qu'il ait été empoisonné. L'affaire est singulière dans la mesure où d’une part la principale suspecte, herboriste et botaniste, n'aurait jamais dû (compte tenu de son métier) servir de la ciguë au pasteur, et où d'autre part elle est la petite amie du policier qui a effectué l'enquête. Cette enquête a d'ailleurs été rapidement classée sans suite par les autorités, sans qu'une autopsie ait été réalisée.
Lynley va devoir enquêter dans la vie privée passée de la victime supposée, de celle de la suspecte mais aussi d'autres personnages qui connaissaient le pasteur.

## Personnages principaux
- La victime supposée
  - Robin Sage, pasteur anglican de Winslough, « empoisonné de manière accidentelle ».

- Les enquêteurs :
  - Simon Saint James : médecin légiste à Scotland Yard.
  - Deborah Saint James : son épouse.
  - Thomas (« Tommy ») Lynley : inspecteur à Scotland Yard, ami de Simon et de Deborah.
  - Barbara Havers (rôle secondaire) : sergent à Scotland Yard, adjointe de Thomas Lynley.

- Les suspects :
  - Rita Yarkin : mère de Polly Yarkin ; « sorcière » et diseuse de bonne aventure dans les fêtes foraines.
  - Polly Yarkin : environ 25 ans ; bonne du pasteur Robin Sage ; Brendan Power est attiré par elle ; elle aime Colin Shepherd.
  - Kenneth Shepherd : ancien inspecteur principal non loin de Winslough ; père de Colin Shepherd ; retraité.
  - Colin Shepherd : 33 ans, constable de Winslough ; veuf de son épouse Annie morte un an avant le début du récit, il fréquente Juliet Spence.
  - Juliet Spence : 43 ans, herboriste et botaniste du village ; veuve, elle fréquente Colin Shepherd.
  - Maggie Spence : sa fille de 13 ans.
  - Nick Ware : 16 ans, petit ami de Maggie Spence.
  - Brendan Power : avocat, il doit au début du roman épouser Rebecca Townley-Young (par la suite il est son époux) ; il est attiré par Polly Yarkin.

- Autres personnages (secondaires)
  - Annie Shepherd : épouse de Colin Shepherd ; elle est décédée quelques mois avant le début du récit.
  - Mme et M. Wragg : tenanciers d'une auberge à Winslough.
  - Josephine Wragg (« Josie ») : 14 ans, serveuse dans l'auberge de ses parents, amie de Maggie Spence.
  - Hogarth Power : frère de Brendan Power.
  - Tyrone Power : frère de Brendan Power.
  - Rebecca Townley-Young : au début du roman, elle doit épouser Brendan Power (par la suite elle est son épouse).
  - John Townley-Young : père de Rebecca Townley-Young.
  - Cecily Townley-Young : cousine de Rebecca Townley-Young.
  - Helen Clyde : compagne de Thomas Lynley.

## Résumé
Le roman est divisé en sept parties de tailles inégales, comportant au total 29 chapitres. Les deux premières parties constituent l'introduction au roman.
Au début des années 1990, au mois de novembre, lors d'une visite à la National Gallery de Londres, Deborah Saint James rencontre le pasteur Robin Sage. Ce dernier l'invite à lui rendre visite dans le Lancashire.
Quelques semaines après, à Winslough dans le Lancashire, Brendan Power doit épouser Rebecca Townley-Young. Les membres des familles Power et Townley-Young attendent l'arrivée du pasteur Robin Sage. Les commentaires vont bon train sur la relation entre Brendan et Rebecca, d'autant plus que des rumeurs affirment que Brendan est plus attiré par Polly, la jeune bonne du pasteur, que par sa future épouse. On apprend enfin la raison de l'absence du pasteur : il est mort dans des circonstances mystérieuses.
Courant janvier, répondant à l'invitation du pasteur Sage, Deborah et son mari Simon partent en vacances dans le Lancashire. Arrivés à Winslough, ils apprennent que le pasteur est mort d'un « empoisonnement accidentel ». Pour sa part, Polly Yarkin est courtisée par Brendan Power, qui vient de se marier et qui n'aime pas son épouse. Lors d'un déjeuner à l'auberge des époux Wragg, Deborah et Simon apprennent les circonstances de la mort du pasteur : il a mangé de la nourriture préparée et servie par Juliet Spence, l'herboriste du village. Le repas a eu lieu chez Juliet. Cette nourriture contenait de la ciguë aquatique. Le premier problème est que Juliet Spence aurait dû voir que les mets du repas contenaient de la ciguë ; le second problème est que Mme Spence entretient depuis plusieurs mois une liaison avec Colin Shepherd, le constable du village qui a mené l'enquête, ce qui laisse supposer un conflit d'intérêts. Flash-back : la fille de Mme Spence, Maggie, 13 ans, a été dépucelée par Nick, un adolescent de son âge. Elle s'en était ouvert auprès du pasteur Sage, qui l’avait entendue en confession. Il s'en était suivi une discussion violente entre Maggie et sa mère Juliet.
Pendant ce temps l'inspecteur Thomas Lynley a des problèmes de couple avec sa compagne Helen. Celle-ci venant de découvrir un « code visuel » entre son compagnon et le majordome concernant la conduite à tenir avec les petites amies de Lynley, Helen renonce aux vacances que le couple devait passer à Corfou. Lynley dispose donc de deux semaines de congés sans but précis. C'est alors qu'il est contacté par son collègue et ami Simon St James, qui lui parle de la mort suspecte du pasteur Sage. Lynley décide de se rendre dans le Lancashire pour aider son ami. Simon détaille à Lynley les soupçons nés d'une enquête bâclée par un enquêteur ayant des liens sentimentaux avec la principale suspecte ayant commis l'erreur au sujet de la ciguë. Les deux hommes interrogent Colin Shepherd. Pendant ce temps, Deborah se promène dans le cimetière où elle découvre la tombe d'Annie Shepherd, alors épouse de Colin et morte l'année précédente à l'âge de 27 ans. Après l'entretien avec Lynley et St James, Colin Shepherd et son père Kenneth ont une discussion houleuse : la tentative d'éviter une enquête sérieuse et fouillée a raté et l'on peut s'attendre à une réouverture de l'enquête par Scotland Yard.
Lynley et St James rouvrent donc l'enquête et auditionnent les principaux témoins : Colin Shepherd, Juliet Spence, la jeune Maggie, Polly Yarkin. À la suite de l'audition effectuée au collège, Maggie fait une fugue avec son petit copain Nick Ware.
Colin Shepherd pense que la véritable coupable est Polly Yarkin : elle voulait selon lui empoisonner Juliet Spence et aurait pour ce faire inséré de la ciguë avec des panais dans la cave de Juliet. Manque de chance, elle ignorait que le pasteur irait déjeuner chez Juliet et qu'il consommerait la ciguë. Les soupçons de Colin se fondent sur l'amour que Polly lui porte et sur la jalousie née de voir en Juliet, arrivée récemment dans la région, devenir une rivale dans le cœur de Colin. Ces soupçons sont aussi liés aux activités de « sorcière » de Polly et de sa mère, qui croient dans les vertus des philtres d'amour et des prières adressées aux forces telluriques.
Ivre de vengeance à l’encontre de Polly qui a voulu selon lui faire porter les soupçons sur Juliet et la faire condamner pour assassinat, il se rend chez elle et la viole. La jeune femme sort traumatisé de cela, sans vouloir toutefois le dénoncer pour viol.
Lynley et St James examinent soigneusement les affaires personnelles du pasteur. Son agenda révèle que le pasteur s'était rendu à plusieurs reprises à Londres dans les mois précédant sa mort pour y rencontrer des gens, et divers objets (billets de chemin de fer, tickets de métro, plans de Londres, brochures publicitaires, etc.) permettent de tracer son itinéraire dans la capitale. Ils tentent de reconstituer l'itinéraire du pasteur et de rencontrer ses interlocuteurs.
Lynley confie une tâche à Barbara Havers restée à Londres : mettre à jour le passé méconnu de Robin Sage.
Quelle n'est pas la surprise des enquêteurs quand ils découvrent que le pasteur avait été marié pendant plusieurs années (ce que tout le monde ignorait à Winslough), que sa femme était morte dans des circonstances troublantes lors d'un accident en mer, et que le couple avait eu un bébé qui avait été victime de la mort subite du nourrisson !
Le récit comporte une trame secondaire : les relations entre Simon et Deborah (qui souffrent de ne pas pouvoir concevoir d'enfant), les relations entre Thomas Lynley et Helen Clyde (vont-il vivre comme un couple cohabitant, ou de manière séparée ?), la vie privée de Barbara Havers (relations difficiles avec ses parents).

### Dénouement et révélations finales
L'enquête des détectives permet de découvrir que le pasteur Robin Sage avait jadis été marié avec Juliet Spence, dont le vrai prénom était Suzanna. Le couple avait eu un bébé, prénommé Joseph, qui avait été victime de la mort subite du nourrisson. Lors d'une traversée avec un ferry, Suzanna/Juliet avait fait croire à sa chute dans la mer. Changeant d'identité et se faisant appeler Juliet Spence, elle avait refait sa vie en solitaire. À Londres, elle avait ensuite enlevé un bébé à une mère défaillante : c'est Maggie. Robin Sage avait tenté pendant plusieurs années de retrouver son épouse. Il avait fini par la retrouver à Winslough et avait découvert l'existence de Maggie. Il s'était mis à rechercher la mère naturelle de l'adolescente et avait fini par la rencontrer à Londres (sans lui révéler ce qu'il savait). Il avait ensuite tissé des liens de confiance avec Maggie, la considérant comme sa fille. Le soir de son décès, il était aller rencontrer Juliet pour lui faire part de ses recherches et de ses découvertes. Prise de panique par l'idée que son époux pouvait la dénoncer pour le rapt dont elle avait été l’auteur et qu'il tente de la séparer de Maggie, Juliet avait intentionnellement empoisonné Robin lors du repas. Invoquant un accident alimentaire, elle s'était servie de sa liaison avec Colin Shepherd pour faire classer l'affaire sans suite. À la fin du roman, après une tentative de fuite avec Maggie, bloquée par la neige, elle est rattrapée par la police et arrêtée. Maggie est remise aux services sociaux en vue d'un placement dans une famille d'accueil.
Le roman se termine par des considérations générales sur les difficultés à aimer et à être aimé : Brendan Power qui a épousé Rebecca sans l’aimer et qui aime secrètement Polly Yarkin ; Polly qui n'aime pas Brendan et qui aime Colin Shepherd sans en être aimée en retour ; Colin qui aime Juliet et qui vit constamment avec l'idée de la mort récente de son épouse Annie.

## Titres en anglais et en français
Le titre original est Missing Joseph. Cela fait d'abord référence à un tableau que contemple Deborah dans le premier chapitre du roman : La Vierge, l'Enfant Jésus et sainte Anne  de Léonard de Vinci. On y voit Jésus, la Vierge Marie et Sainte Anne. Deborah a une conversation avec Robin Sage : nulle présence du père biologique ou social, Joseph, qui est manquant (d'où « Missing Joseph » : « Joseph absent »).
Ce titre anglais prend ensuite tout son sens quand on apprend en fin de roman que le pasteur avait été marié et que le couple avait eu un enfant prénommé Joseph. Le bébé avait été victime de la mort subite du nourrisson. Le « Missing Joseph » / « Joseph absent », c'est donc aussi le bébé mort du couple.
Le titre en français évoque les difficultés qu'éprouvent Deborah et Simon pour concevoir un enfant. L'un des deux est-il stérile ? Doivent-ils s'orienter vers l’adoption ? Telles sont les questions qu'ils se posent. Il évoque aussi le « mal » ou les difficultés que les adultes éprouvent pour l'éducation de leurs enfants (Rita Yarkin pour sa fille Polly ; Juliet Spence pour sa fille Maggie) et les souffrances de ces enfants face à l'absence d'un père.